# Michael Steele (Musikerin)

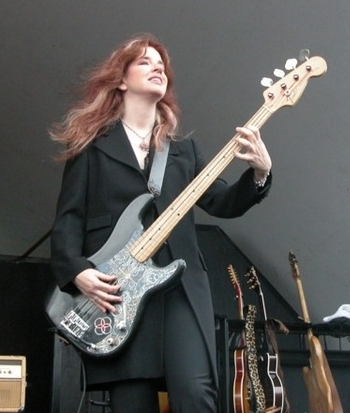
Michael Steele (2003)

Michael Steele (* 2. Juni 1955 in Pasadena, Kalifornien; eigentlich Susan Thomas) ist eine US-amerikanische Musikerin und frühere Bassistin der Popgruppe Bangles.

## Karriere
Steele begann ihre professionelle Karriere als 'Micki Steele' in der Teen-Girl-Band The Runaways. Sie blieb nur kurze Zeit und verließ die Band bereits 1975, Monate vor deren erstem Album. Die Hauptaufnahmen dieser Periode aus dem August 1975 wurden erst 1993 auf dem Album Born to Be Bad veröffentlicht. Steele spielte Bass und sang die meisten Songs selbst.
Zwischen 1976 und 1983 spielte Steele in zahlreichen Bands aus Los Angeles, darunter Elton Duck (1979–1980), Slow Children (1979) und Nadia Kapiche (1981). Steele konzentrierte sich auf ihre musikalischen Techniken und konnte sich als professionelle Bassistin etablieren. Sie war bekannt für ihren melodischen Stil, beeinflusst von Bassisten wie Paul McCartney, John Entwistle, Colin Moulding und Carol Kaye. 1983 wurde sie Bassistin der 1981 gegründeten Band The Bangles.

## Alben

### Different Light
Obwohl All Over the Place, das Debütalbum der Bangles, von Kritikern geschätzt wurde, war es kein kommerzieller Erfolg. Der Durchbruch gelang mit dem 1986 veröffentlichten Album Different Light und den Hitsingles Manic Monday und Walk Like an Egyptian (Steele sang die zweite Strophe des Liedes). Auf dem Album sang Steele September Gurls, im Original von Big Star, und ihre Eigenkomposition Following. Das Magazin Rolling Stone lobte den Song als herausragend.

### Everything
Das erfolgreiche Album Everything (erschienen 1988) war das vorerst letzte Album der Bangles, die Band trennte sich 1989. Auf Everything präsentierte sich Steele mit drei Eigenkompositionen (Complicated Girl, Something to Believe In und Glitter Years) als Songwriterin. Zwei weitere ihrer Stücke kamen nicht auf das Album. Eines war Between the Two, das nach der Wiedervereinigung der Bangles auf dem Album Doll Revolution veröffentlicht wurde. Das zweite Stück, Happy Man Today, blieb bis dato unveröffentlicht (wurde allerdings 1987 während der Sommertournee live gespielt).

## Solokarriere und weitere Engagements
Nach der Trennung der Bangles 1989 textete Steele und nahm Songs für ein Soloalbum auf. Das Soloprojekt scheiterte, da vor Fertigstellung ihr Plattenvertrag gekündigt wurde. Ungeachtet dessen war Steele musikalisch weiterhin aktiv. Sie spielte in einigen Bands, meistens als Rhythmusgitarristin und Sängerin in ihrer Band Crash Wisdom und als Bassistin in Michelle Muldrows Band Eyesore.
In den späten 1990ern stimmten die Bangles einer Wiedervereinigung zu. Steele war die letzte, die zusagte. 2003 erschien das Album Doll Revolution. Wie Everything enthält das Album drei Kompositionen von Steele (Nickel Romeo, Between the Two, Song for a Good Son). Anfang 2005 verließ Steele die Band, genaue Gründe sind nicht bekannt.